# Arthaśāstra
L'Arthaśāstra è un antico trattato indiano di scienze politiche, economiche e strategia militare.
Tradizionalmente il suo autore è identificato in Kauṭilya (350–283 a.C.), «l'Insidioso», patronimico del nome personale Cāṇakya,
detto anche Viṣṇugupta, erudito brahmano e mentore di Candragupta Maurya, fondatore dell'Impero Maurya.

## Traduzione del titolo
Diversi studiosi hanno tradotto il termine "arthaśāstra" in modi differenti.
- R.P. Kangle – "scienze politiche" un trattato che aiuta un Re "nell'acquisizione e protezione del territorio"[2]
- A.L. Basham – un "trattato di gestione e organizzazione politica"[3]
- D.D. Kosambi – "scienza del guadagno materiale"[3]
- G.P. Singh – "scienza di amministrazione politica"[3]
- Roger Boesche – "scienza di politica economica"[3]
- Gianluca Magi – "codice del potere". Lo studioso italiano così spiega la sua scelta di traduzione:

(Gianluca Magi (a cura di), Kauṭilya, Il Codice del Potere (Arthaśāstra). Arte della guerra e della strategia indiana, Edizioni Il Punto d'Incontro, Vicenza 2011, pp. 28-9)

## Contenuti
Roger Boesche descrive l'arthaśāstra come "un libro di realismo politico, un testo che analizza e descrive come il mondo politico funzioni effettivamente più che come un testo che voglia indicare come la politica dovrebbe essere.
In questo senso  il testo può essere considerato un manuale che svela ad un Re i segreti dell'arte del governo, non disdegnando di dispensare consigli che invitano deliberatamente al ricorso a misure estreme e brutali se queste siano indirizzate al bene comune del popolo e dello Stato.
"
Essenzialmente, l'arthaśāstra descrive come amministrare un'autocrazia per mezzo di una solida ed efficiente economia, e dibatte di etica dell'economia e dei doveri e degli obblighi di un sovrano.
L'obiettivo dell'arthaśāstra è di fornire ad un sovrano una visione più ampia rispetto a un trattato di politica e gestione degli affari di Stato.
Il trattato offre una panoramica su aspetti legislativi e burocratici, sull'organizzazione della struttura statale con dettagli anche inerenti argomenti come la mineralogia, la scienza dei metalli, l'agricoltura, la zootecnica, la medicina e l'utilizzo degli animali selvatici.
L'arthaśāstra affronta anche la tematica dello stato sociale (ad esempio la redistribuzione delle risorse durante una carestia) e dell'etica sociale che contribuisce a mantenere unita una collettività.

## Paragone con Machiavelli
A causa del suo spiccato pragmatismo politico, l'arthaśāstra è stato spesso paragonato a Il Principe di Machiavelli.
Quando uccidere gli oppositori interni sia saggio? Come utilizzare agenti segreti? Quando sia necessario sacrificare un proprio agente sotto copertura? Come per un sovrano sia possibile usare donne e bambini come spie e persino assassini?
Quando uno Stato dovrebbe violare un trattato ed invadere una nazione confinante? Kautilya — e per quanto mi è dato sapere solo Kautilya — sa dare una risposta a questi quesiti.
In quali casi è lecito per un Re spiare i suoi sudditi? Come dovrebbe un sovrano mettere alla prova i propri ministri oltre che i membri della propria stessa famiglia al fine di verificarne la lealtà?
Quando un Re può arrivare ad uccidere un principe, un proprio figlio erede al trono?
Come proteggere un Re da tentativi di avvelenamento? Quali precauzioni prendere contro un eventuale tentativo di omicidio da parte della propria moglie?
Qual è il momento più appropriato per porre in stato di arresto un agitatore sulla base di un sospetto? Quando è lecita la tortura?
Ad un certo punto il lettore può arrivare a domandarsi: possibile non esista una sola domanda che Kautilya trovi troppo immorale o eccessiva da porre apertamente in un testo di dottrina politica? La risposta è no. Ed è questo ciò che inquieta. Ma questo è anche il motivo per cui Kautilya è stato il primo vero grande realista politico.»
(Boesche 2002, p. 1)
Commentando l'arthaśāstra Max Weber ebbe modo di osservare:
(Max Weber, La politica come professione (1919))
Va comunque detto che la portata dell'opera è molto più ampia di quanto di solito viene riportato su di essa.
Infatti è possibile trovare nel testo anche riferimenti alla compassione nei confronti dei più deboli, come i poveri, gli schiavi e le donne; esempi di ciò si hanno nella difesa da parte dell'autore di provvedimenti di riforma agraria in favore delle fasce più povere della popolazione e altrove nel richiamo al dovere di garantire la protezione della castità delle schiave.

## I libri dell'Arthaśāstra
L'Arthaśāstra è composto da 15 libri:
- I La disciplina
- II La condotta dei sovrintendenti
- III La giustizia
- IV Estrazione delle spine
- V La condotta segreta
- VI L'origine della sfera geopolitica
- VII Le sei strategie politiche
- VIII Le avversità dello Stato
- IX L'azione dell'invasore
- X La Guerra
- XI La condotta nei confronti delle corporazioni
- XII Il nemico più potente
- XIII Stratagemmi per espugnare piazzeforti
- XIV Mezzi occulti
- XV Metodologia del trattato[8]

## Il Rajarishi
L'arthaśāstra tratta in dettaglio quali debbano essere le qualità di un sovrano saggio e virtuoso Rajarishi e quali discipline egli debba praticare e approfondire come materie di formazione personale.
"Nella felicità dei suoi sudditi è riposto il segreto della felicità di un Re, il loro benessere è il SUO benessere. Egli non prende in considerazione come buono semplicemente ciò che gli piace, ma considera come autentico beneficio per se stesso solo quanto piace ai suoi sudditi e sottoposti." - Kautilya.
Secondo Kautilya, un Rajarishi è colui che:
- Ha il dominio di sé, avendo sottomesso le ostili tentazioni dei sensi;
- Ha cura di coltivare la ragione e l'intelletto per mezzo della frequentazione di uomini d'esperienza e cultura;
- Tiene gli occhi aperti tramite le sue spie e informatori;
- È sempre all'opera nel promuovere la sicurezza e il benessere della popolazione;
- È abile nell'assicurarsi il rispetto del popolo per mezzo del dharma, dell'autorità e dell'esempio dato;
- Migliora la propria disciplina attraverso l'apprendimento in tutti i rami del sapere;
- Si accattiva la simpatia e la benevolenza delle persone arricchendole e facendo loro del bene.

Un sovrano così disciplinato dovrebbe inoltre:
- Tenersi lontano da una moglie altrui;
- Non bramare cose altrui;
- Praticare l'ahimsa (non-violenza nei confronti di tutti gli esseri viventi);
- Evitare sogni ad occhi aperti, pensieri oziosi, capricci, falsità e stravaganze;
- Evitare di accompagnarsi a persone dannose o nocive così come indulgere in attività della medesima natura.

Kautilya dice che l'artha (“l'obiettivo materiale” e in una delle sue possibili estensioni di significato “l'utile economico”) è la cosa più importante; dharma e kama (significando con quest'ultimo “l'atto della volizione” in sé più che il semplice desiderio) sono entrambi dipendenti da esso.
Un autentico Rajarishi terrà sempre in alta considerazione quei consiglieri che lo ammoniranno rispetto ai pericoli derivanti dalla trasgressione dei limiti di una buona condotta, rammentandogli, se necessario anche bruscamente, i tempi prescritti per l'adempimento dei suoi doveri di uomo di Stato e ammonendolo persino quando egli dovesse commettere errori riguardanti la sua condotta nella vita privata.

### I doveri di un Re
Se un Re è energico, così saranno i suoi sottoposti. Se egli è fiacco o pigro nell'adempimento delle proprie funzioni, anche i suoi sottoposti saranno altrettanto negligenti e perciò consumeranno in qualche modo la sua ricchezza. Inoltre, un re pigro cadrà più facilmente nelle mani dei nemici. Da ciò deriva la necessità per un Rajarishi di mantenere sempre se stesso in forza e attività.
Egli suddividerà il giorno e la notte in otto periodi di tempo di un'ora e mezza ciascuno e adempirà ai propri doveri come segue:
| Prima ora e mezza dopo l'alba                                              | Riceve rapporti in materia di difesa, entrate fiscali e spese                                                                          |
| Seconda ora e mezza dopo l'alba                                            | Udienze pubbliche, per ascoltare le istanze e le richieste della popolazione delle città e dei territori.                              |
| Terza ora e mezza dopo l'alba e ultima ora e mezza prima di mezzogiorno    | Riscossione di tasse e tributi; assegnazione degli incarichi ai ministri ed altri alti funzionari e distribuzione dei relativi compiti |
| Prima ora e mezza dopo mezzogiorno                                         | Scrittura di lettere e dispacci, consultazioni con consiglieri, ricezione di informazioni segrete dal servizio di spionaggio           |
| Seconda ora e mezza dopo mezzogiorno                                       | Ricreazione e rilassamento, tempo per la contemplazione e la meditazione                                                               |
| Terza ora e mezza dopo mezzogiorno e ultima ora e mezza prima del tramonto | Ispezione e rassegna delle forze armate; Consultazione con il Comandante della Difesa                                                  |

La giornata si conclude con le orazioni della sera.
| Prima ora e mezza dopo il tramonto                                                 | Colloquio con gli agenti segreti |
| Seconda ora e mezza dopo il tramonto                                               | Bagno, cena e studio. |
| Terza e quarta ora e mezza dopo il tramonto e prima ora e mezza dopo la mezzanotte | Ritiro presso le stanze da letto al suono di musica e sonno ristoratore |
| Seconda ora e mezza dopo la mezzanotte                                             | Dopo un risveglio a suon di musica, meditare su questioni politiche e sul lavoro da fare |
| Terza ora e mezza dopo la mezzanotte                                               | Consultazione coi consiglieri, assegnazione dei compiti alle spie |
| Ultima ora e mezza prima dell'alba                                                 | Attività religiose, attività familiari e doveri personali, incontri con istruttori e maestri, consiglieri dei riti, medico personale , personale di servizio, capocuoco e astrologo di palazzo |

Il sovrano dovrebbe sempre essere attivo nell'amministrazione dell'economia. La fonte della ricchezza è l'azione (in campo economico) e una eventuale carenza in questo campo recherebbe difficoltà materiali.
In assenza di una solida economia, tanto la prosperità presente quanto la crescita futura sarebbero impossibili. Un re può raggiungere gli obiettivi desiderati e l'abbondanza di ricchezze intraprendendo redditizie attività economiche.
Un sovrano ideale è colui il quale possiede le più alte qualità di leadership, intelligenza, energia e attributi personali.
Le qualità di leadership (che attraggono seguaci) sono: la nascita in una famiglia nobile e possidente,  la fortuna favorevole, l'intelligenza e l'abilità, le frequentazioni di persone anziane, di saggi e persone dotate di esperienza, l'essere giusti, sinceri e risoluti,  entusiasti e disciplinati, rispettare la parola data, il mostrare gratitudine (verso coloro che gli offrono aiuto), avere nobili fini, non essere dilatorio, avere cura di divenire più forti dei Re vicini e sapersi circondare dai ministri e dai funzionari di grandi qualità.
Le qualità di intelligenza sono: desiderio di imparare, il saper ascoltare gli altri, afferrare, trattenere, comprendere a fondo e riflettere sulla conoscenza, rifiutando opinioni false e aderendo a quelle vere.
Un re energico è colui che è valoroso, determinato, veloce e abile. Per quanto riguarda gli attributi personali, un re ideale dovrebbe essere eloquente, audace e dotato di intelletto acuto, una memoria efficace e una mente acuta.
Egli deve essere aperto ai suggerimenti. Dovrebbe avere una formazione adeguata in tutte le arti ed essere in grado di guidare un esercito. Egli dovrebbe essere giusto nel premiare come nel punire e avere la lungimiranza di sapersi avvalere delle tutte le opportunità offerte dal momento, luogo e azioni presenti in una determinata situazione.
Egli deve saper governare in tempi normali come in tempi di crisi.
Dovrebbe sapere quando combattere e quando fare la pace, quando stare in agguato, quando rispettare i trattati e quando colpire la debolezza del nemico.
Egli dovrebbe conservare la sua dignità in ogni momento e non ridere in maniera poco dignitosa. Dovrebbe essere dolce nel parlare, guardare dritto negli occhi le persone ed evitare di sembrare corrucciato. Deve astenersi da passione, rabbia, avidità, ostinazione, volubilità e maldicenza. Egli deve condurre la propria vita in conformità al parere degli anziani.

### Conflitti interni
Kautilya afferma che i litigi tra persone possono essere risolti con la vittoria sui capi dei litiganti ovvero rimuovendo la causa del litigio , e inoltre che i cittadini che lottano tra di loro con la loro reciproca rivalità possono risultare utili al re.
I conflitti di potere all'interno della famiglia reale, d'altro canto, finiscono per portare persecuzioni e distruzione presso il popolo e costa grande fatica riuscire a porre fine a conflitti del genere.
Da ciò deriva che un conflitto di potere interno alla famiglia reale sia potenzialmente molto più deleterio che una lotta tra fazioni di comuni sudditi. Sappia dunque il sovrano fare un buon uso della discrezione ed essere scaltro nel giudicare.

### Dissertazione sui vizi
I vizi sono corruzioni causate da ignoranza e indisciplina; un uomo incolto non sa percepire le dannose conseguenze dei suoi vizi. Kautilya così sintetizza: considerando il fatto che il gioco d'azzardo è più pericoloso nei casi in cui vi sia una condivisione del potere, il vizio con la conseguenza più grave è senza dubbio l'alcolismo, seguito dal correre dietro ad ogni donna, dal gioco d'azzardo e infine dalla caccia.

### La formazione di un futuro re
L'importanza dell'autodisciplina
La disciplina è di due tipi: innata e acquisita.
Istruzione e addestramento possono favorire la disciplina soltanto in chi sia capace di trarre da esse il massimo beneficio, gli incapaci non sapranno beneficiarne in ogni caso. 
La cultura dona disciplina soltanto a coloro che siano provvisti di determinate caratteristiche mentali:
capacità di obbedienza a un insegnante, desiderio e capacità di imparare, capacità di trattenere ciò che è stato appreso, comprendere ciò che è appreso, riflessione su di esso e in ultimo la capacità di fare inferenze operando con i dati delle conoscenze acquisite.
Coloro che siano privi di tali facoltà mentali non avranno alcun beneficio dall'istruzione, a fronte di qualsiasi quantità o qualità di formazione offerta loro.
Colui che sarà un re dovrà acquisire disciplina e seguirla con rigore acculturandosi nelle scienze sotto la guida di insegnanti di qualità.

### La formazione di un principe
Per il miglioramento della propria auto-disciplina, il principe dovrebbe sempre accompagnarsi ad anziani colti ed eruditi. Al fine di ottenere un intelletto ben allenato dovrebbe addestrarsi nelle discipline dello yoga, dalle quali deriva l'autocontrollo. Questo è ciò che si intende per efficienza nell'acquisizione della conoscenza. Solo un re che sia saggio, disciplinato, dedito a un modo illuminato di governare e che sia attento al benessere di ogni essere potrà godere incontrastato il dominio sulla terra.

### I sette modi di rendere omaggio ad un vicino
Kautilya raccomanda al re Chandragupta Maurya sette fondamentali modalità di relazione con le potenze confinanti.
Le strategie consigliate sono:
1. Sanman – La Pacificazione, Patto di non aggressione
2. Danda – La Forza, la Punizione
3. Dana – Il Dono, La Corruzione
4. Bheda- La Divisione, Lo Scindere, La Separazione delle Forze Opposte (il Divide et impera romano)
5. Maya - L'Illusione, l'Inganno
6. Upeksha - L'ignorare il nemico
7. Indrajala - Falsificare l'autentica Forza Militare[9]

## Il mantenimento della legge e dell'ordine
È necessario che un dato ambiente sia propizio e favorevole affinché l'economia e le finanze di uno Stato possano essere prospere. Ciò richiede che la legge e l'ordine di uno Stato siano mantenuti al loro massimo livello. L'arthaśāstra raccomanda sanzioni pecuniarie e punizioni per sostenere una rigorosa applicazione delle leggi all'interno della giurisdizione dello Stato. La scienza del diritto e delle forze dell'ordine viene chiamata da Kautilya daṇḍanīti (retto uso della forza e dell'autorità).

## La fauna, le foreste e le risorse
La dinastia reggente l'Impero Maurya guardava in primo luogo alle foreste come fonte di risorse. Per loro, il “prodotto” più importante che le foreste offrivano era l'elefante. La potenza militare in quei tempi non dipendeva solo dal numero di uomini o cavalli da combattimento, ma anche dall'uso di elefanti da battaglia.
Gli elefanti svolsero un ruolo decisivo nella sconfitta di Seleuco, governatore di Alessandro Magno a quei tempi signore della regione del Punjab.
I Maurya cercarono di sostenere e mantenere la disponibilità di elefanti dal momento che era più conveniente in termini di tempo catturare, domare e addestrare elefanti selvaggi piuttosto che allevarli.
L'arthaśāstra di Kautilya scende nel dettaglio indicando in proposito quale sia il compito di un determinato funzionario, il cosiddetto “Protettore degli Elefanti delle Foreste”:
(Arthashastra)
L'arthaśāstra riporta anche che i Maurya designarono specifiche foreste destinate alle fornitura di legname e come il funzionario addetto alla protezione degli animali fosse anche impiegato nella lotta contro ladri, bracconieri, ladri di bestiame e altri predatori naturali al fine di rendere i boschi più sicuri per il pascolo degli animali d'allevamento.

## Idee economiche
Un completo resoconto  delle idee economiche presenti nell'arthaśāstra è stato fornito dallo studioso Ratan Lal Basu e da altri esperti in un volume edito da Sen & Basu. Nel libro sono citati documenti presentati da autori provenienti da tutto il mondo presenti alla Conferenza Internazionale tenutasi nel 1902 presso l'Oriental Research Institute di Mysore, India, per celebrare il centenario della scoperta del manoscritto dell'arthaśāstra.